# والسلبن
والسلبن (به آلمانی: Walsleben) یک شهر در آلمان است که در اوست‌پریگنیتس-روپین واقع شده‌است. والسلبن ۸۲۸ نفر جمعیت دارد.